# Katarzyna Joks
Katarzyna Joks (ur. 15 lutego 1997) – polska koszykarka występująca na pozycjach rozgrywającej lub rzucającej, obecnie zawodniczka TS Ostrovii Ostrów Wielkopolski.

## Osiągnięcia
Stan na 1 maja 2019.
Drużynowe
- Brązowa medalistka mistrzostw Polski juniorek (2014)